# Neoregelia schubertii
Neoregelia schubertii là một loài thực vật có hoa trong họ Bromeliaceae. Loài này được Roeth mô tả khoa học đầu tiên năm 1983.